# Hess SwissHybrid
De Hess SwissHybrid is een bustype die wordt geproduceerd door Carrosserie Hess AG in Bellach in Zwitserland. De SwissHybrid is de hybride versie van de Hess Swisstrolley en is een 18 meter lange gelede bus met een lage vloer waardoor deze toegankelijk is voor mindervaliden en mensen met kinderwagens. In de bus kunnen ongeveer 130 mensen vervoerd worden.

## Geschiedenis
Op basis van de Swisstrolley werd er in 2010, in navolging van de hybride Hess lighTram, ook een hybride versie ontwikkeld voor de Swisstrolley. Om onderscheid te maken tussen de trolleybus en de hybride bus werd dit de Hess SwissHybrid genoemd. De bus ging tijdens InnoTrans 2010 in première.

## Inzet
In Nederland en België komt dit bustype niet voor. Wel rijden er enkele exemplaren rond in o.a. Duitsland en Zwitserland. In september 2011 waren er 30 exemplaren geproduceerd en geleverd.
| Land      | Bedrijf             | Aantal | Series      | Inzet             | Opmerkingen |
| --------- | ------------------- | ------ | ----------- | ----------------- | ----------- |
| Duitsland | DSW                 | 2      | 1820 - 1243 | Dortmund          |             |
| Duitsland | Rheinbahn           | 3      | 8411 - 8413 | Düsseldorf        |             |
| Duitsland | Stadtverkehr Lübeck | 5      | 495 - 499   | Lübeck            |             |
| Duitsland | VER                 | 1      | 365         | Ennepe-Ruhr-Kreis |             |
| Duitsland | WSW                 | 1      | 1059        | Wuppertal         |             |

## Externe link

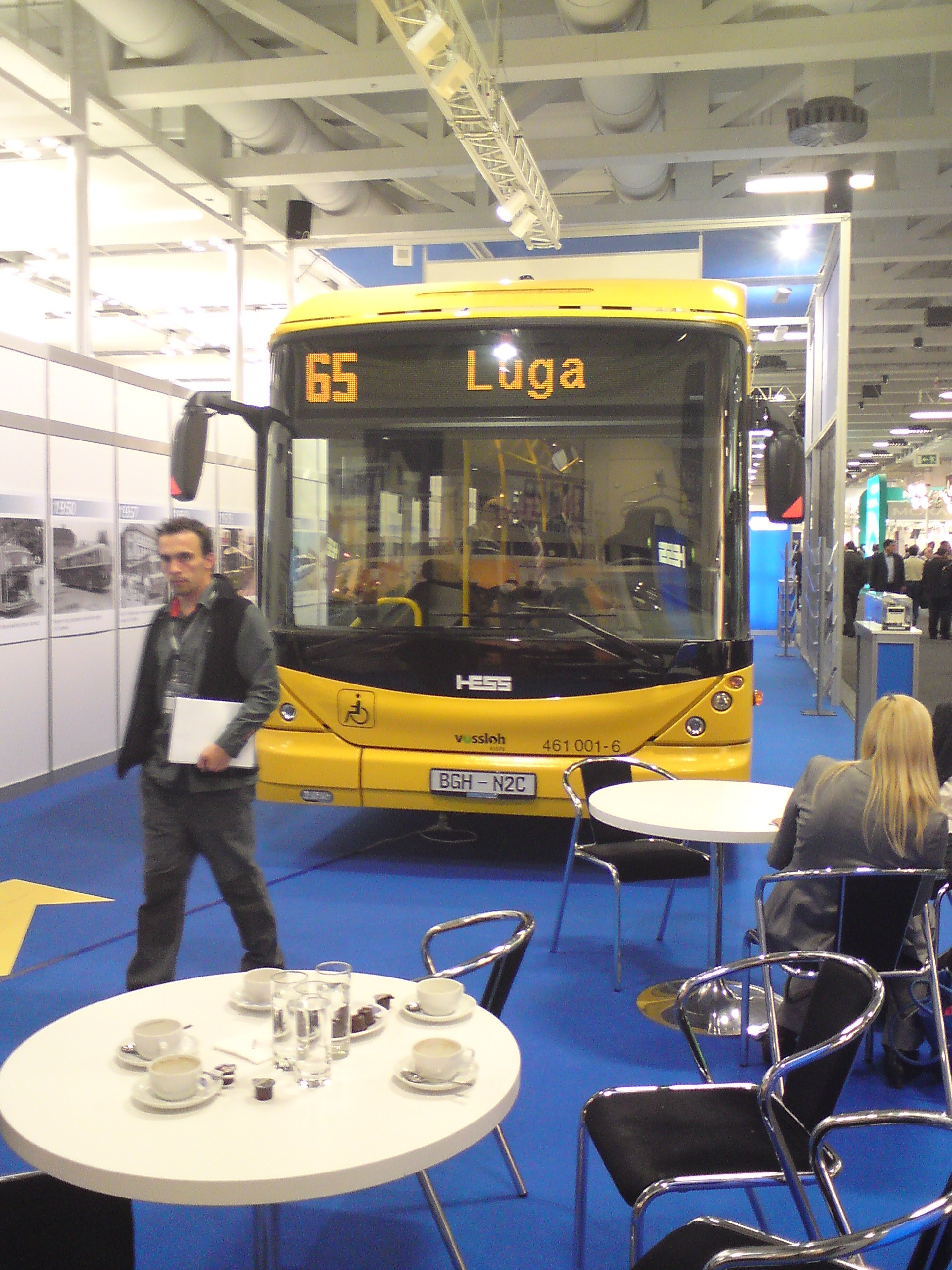
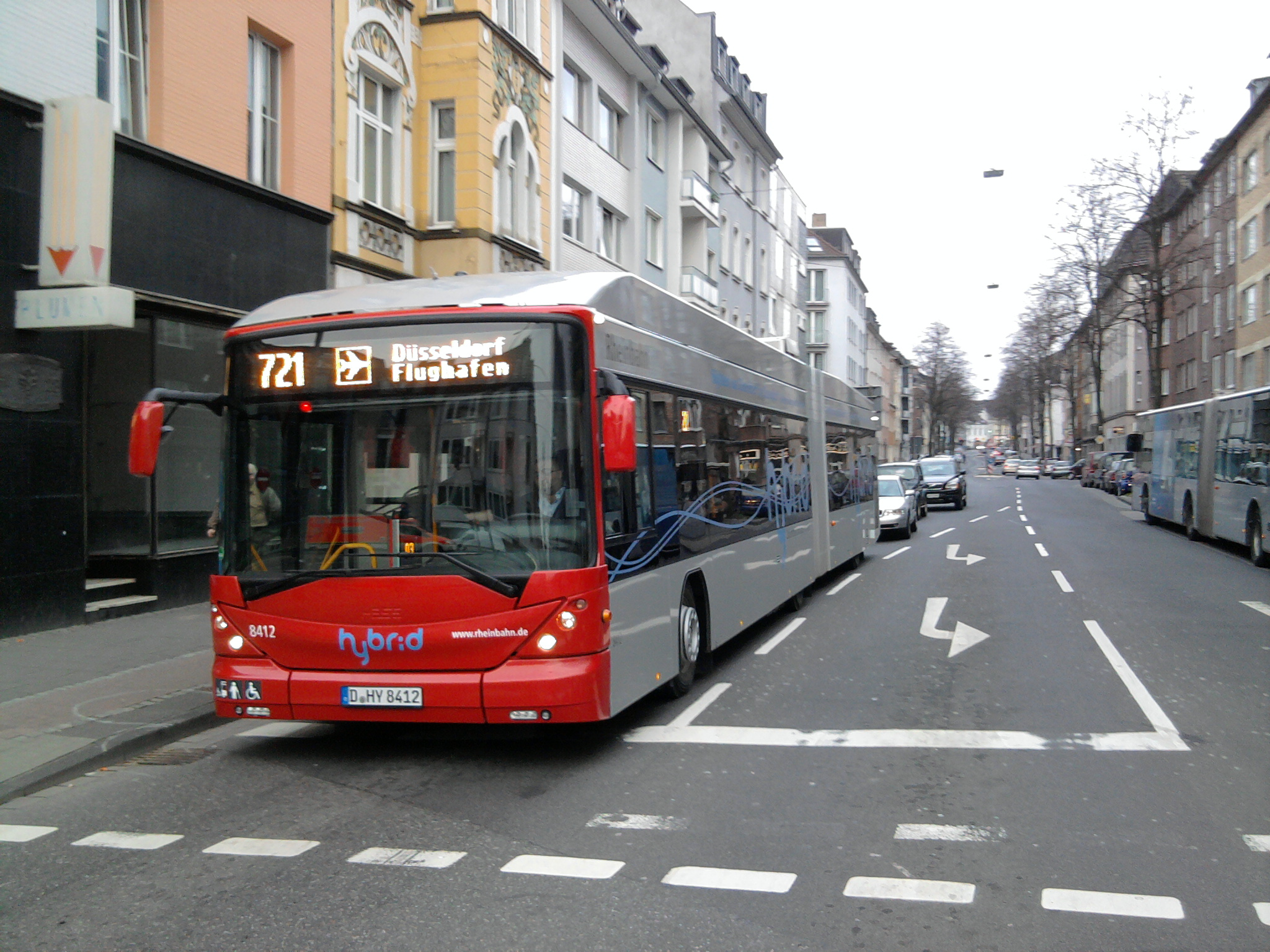